# Ola Gjeilo
Ola Gjeilo (* 5. května 1978) je norský hudební skladatel a klavírista, žijící ve Spojených státech.
Píše sborovou hudbu a psal pro klavír a dechový soubor, publikoval v nakladatelstvích Walton Music, Edition Peters a Boosey and Hawkes.
Ola Gjeilo se narodil 5. května 1978 Ingovi a Anne-May Gjeilovým a vyrostl v norském Skui. Začal hrát na klavír a komponovat, když mu bylo pět let, a naučil se číst hudbu, když mu bylo sedm let. Gjeilo studoval klasickou kompozici u Wolfganga Plagge. Bakaláře studoval Gjeilo na Norské hudební akademii (1999–2001), pak přešel na Juilliard School (2001) a studoval na Royal College of Music v Londýně (2002–2004), kde získal bakalářský titul hudební kompozici. Ve vzdělání pokračoval v Juilliardu (2004–2006), kde v roce 2006 získal magisterský titul, také ve skladbě. V letech 2009–2010 byl Gjeilo rezidenčním skladatelem společnosti Phoenix Chorale.
V současné době žije na Manhattanu a pracuje jako skladatel na volné noze. V současné době je rezidenčním skladatelem DCINY a Albany Pro Musica.

## Hlavní skladby
Sunrise Mass
Pro smyčce a sbor.
Dreamweaver
Psaný pro sbor, klavír a smyčcový orchestr. Text pochází z norské lidové středověké balady Draumkvedet, přeložené do angličtiny Charlesem Anthonym Silvestrim, jedním z Gjeilových pravidelných spolupracovníků.

## Diskografie
Poznámka: Ola Gjeilo na všech svých albech hraje na klavír.
Sborové:
- Winter Songs (Decca Classics, 2017) (s pěveckým sborem Royal Holloway a 12 soubory) [9]
- Ola Gjeilo (Decca Classics, 2016) (s Voces8, Tenebrae a Londýnským komorním orchestrem) [10]
- Northern Lights (Chandos, 2012) (s Phoenix Chorale) [11]

Klavír:
- Piano Improvisations (2L, 2012) [12]
- Stone Rose (2L, 2007) [13]